# København Syd station
København Syd station är en järnvägsstation i Valby i sydvästra Köpenhamn, Danmark. Den fungerar som bytesstation för S-tog mellan Ringbanen (banans södra slutstation) och Køge Bugt-banen. Fjärr- och regionaltåg på Köpenhamn–Ringsted-banan, som öppnade 2019, trafikerar stationen från en egen plattform. Stationen hette fram till 9 december 2023 Ny Ellebjerg.
Den 22 juni 2024 öppnade en metrostation  vid København Syd (linje M4).

## Historik
Tidigare fanns en Ellebjerg station på Køge Bugt-banen, några hundra meter sydväst om den nuvarande stationen. Denna stängdes 6 januari 2007, samma dag som den nuvarande stationen invigdes och började trafikeras av tåg på Køge Bugt-banen. 
En tillfällig station med namnet Ny Ellebjerg öppnades i januari 2005 på Ringbanen vid Gammel Køge Landevej, genom att man återanvände material från en annan tillfällig station på Ringbanen vid C.F. Richs Vej. Den nuvarande stationsanläggningen togs i bruk i november 2006 (Ringbanen) och i januari 2007 (Køge Bugt-banen) och ligger några hundra meter sydost om platsen för den tillfälliga stationen. 

## Utbyggnad och namnbyte – København Syd station
Höghastighetsbanan till Ringsted utgör början av linjen Köpenhamn–Hamburg. Stationen bytte namn 10 december 2023 till København Syd, och stationen för nya metrolinjen M4 på platsen invigdes 22 juni 2024.